# 米奇·拉金
米奇·拉金（英語：Mitch Larkin；1993年7月9日—）是一位澳大利亞游泳運動員。他代表澳大利亞參加了2012年奧運會和2016年奧運會。在2014年英聯邦運動會上，他獲得200米仰泳項目的金牌。